# Курносов, Анатолий Николаевич
Анатолий Николаевич Курносов (17 ноября 1940) — советский самбист, шашист, советский и российский тренер по шашкам, шашечный журналист, судья республиканской категории. Мастер спорта по самбо (1967) и по шашкам (1968), перворазрядник по шахматам, футболу, вольной и греко-римской борьбе. Заслуженный тренер РСФСР.
Самый известный ученик — Александр Михайлович Шварцман, международный гроссмейстер и чемпион мира в трех шашечных дисциплинах (международные, бразильские и русские шашки).
Начал заниматься шашками в 16 лет в клубе «Локомотив» у отца Николая Матвеевича. С 1973 года — тренер, с 1976 — в ДЮСШ «Локомотив», с 1988 года во Дворце пионеров на Воробьёвых горах (МГДД(Ю)Т). Среди воспитанников призёры и чемпионы мира, Европы, России: мгр Александр Михайлович Шварцман, мс Ярослав Тележкин, Яков Лейкин, Максим Саликов, международный мастер Владимир Плаудин и др.